# Succinylaminoimidazole-carboxamide riboside
Le succinylaminoimidazole-carboxamide riboside (SAICAR), également appelé phosphoribosylaminoimidazolesuccinocarboxamide, est un intermédiaire de la biosynthèse des purines et de l'inosine monophosphate (IMP). Il est produit à partir du 4-carboxy-5-aminoimidazole ribonucléotide (CAIR) par la phosphoribosylaminoimidazolesuccinocarboxamide synthase (EC 6.3.2.6), encore appelée SAICAR synthase.